# Voskovka krvavá
Voskovka krvavá (Hygrocybe miniata) je druh houby z čeledi šťavnatkovité (Hygrophoraceae).

## Znaky
Klobouk v průměru dorůstá 0,5–5,5 cm, tvarově během vývoje přechází postupně z polokulovitého na plošně rozprostřený, přičemž se střed stává vmáčklým. Okraj je u mladých exemplářů podvinutý. Pokožka je suchá, jemně šupinkatá, za vlhka slizká, má výrazně červenou až červenooranžovou, na okraji žlutou barvu.
Lupeny jsou bleděžluté až okrově žluté, u třeně úzce připojené, na klobouku řídce uspořádané, proložené drobnějšími lupénky. Výtrusný prach je bílý.
Třeň je 1–6 cm dlouhý, tenký, hladký, suchý, za vlhka slizký, strukturou i barvou velmi podobný pokožce klobouku, báze je bělavá.
Křehká, vodnatá, světle žlutá až oranžová dužnina nemá žádnou chuť ani vůni.

## Užití
Jedlá houba.

## Ekologie
Od srpna do listopadu roste tato houba nehojně ve skupinkách na nevýživných, kyselejších, podmáčených stanovištích (rašeliniště, olšiny, vřesoviště…) 

## Rozšíření
Tento druh je rozšířen s výjimkou Antarktidy takřka kosmopolitně.

## Galerie

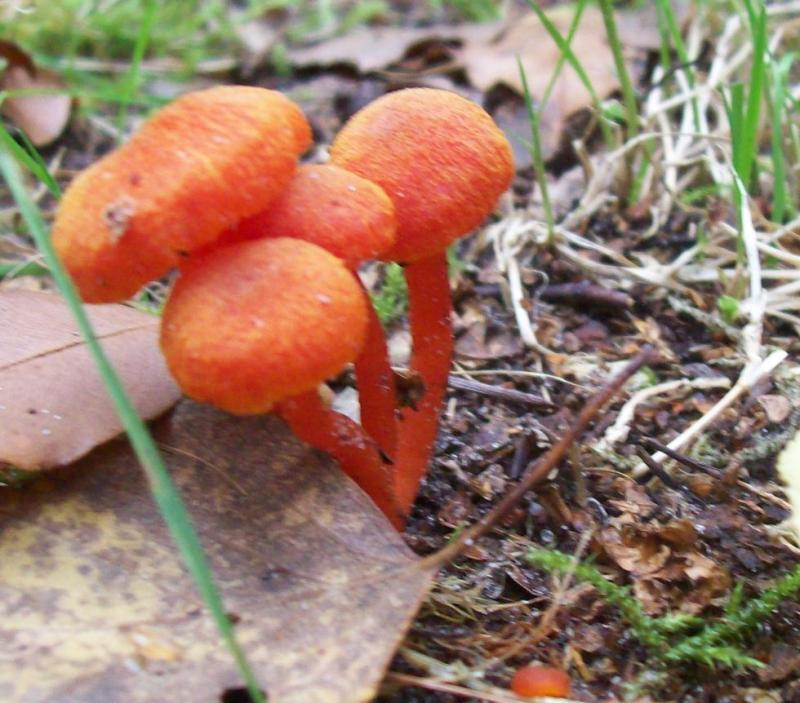
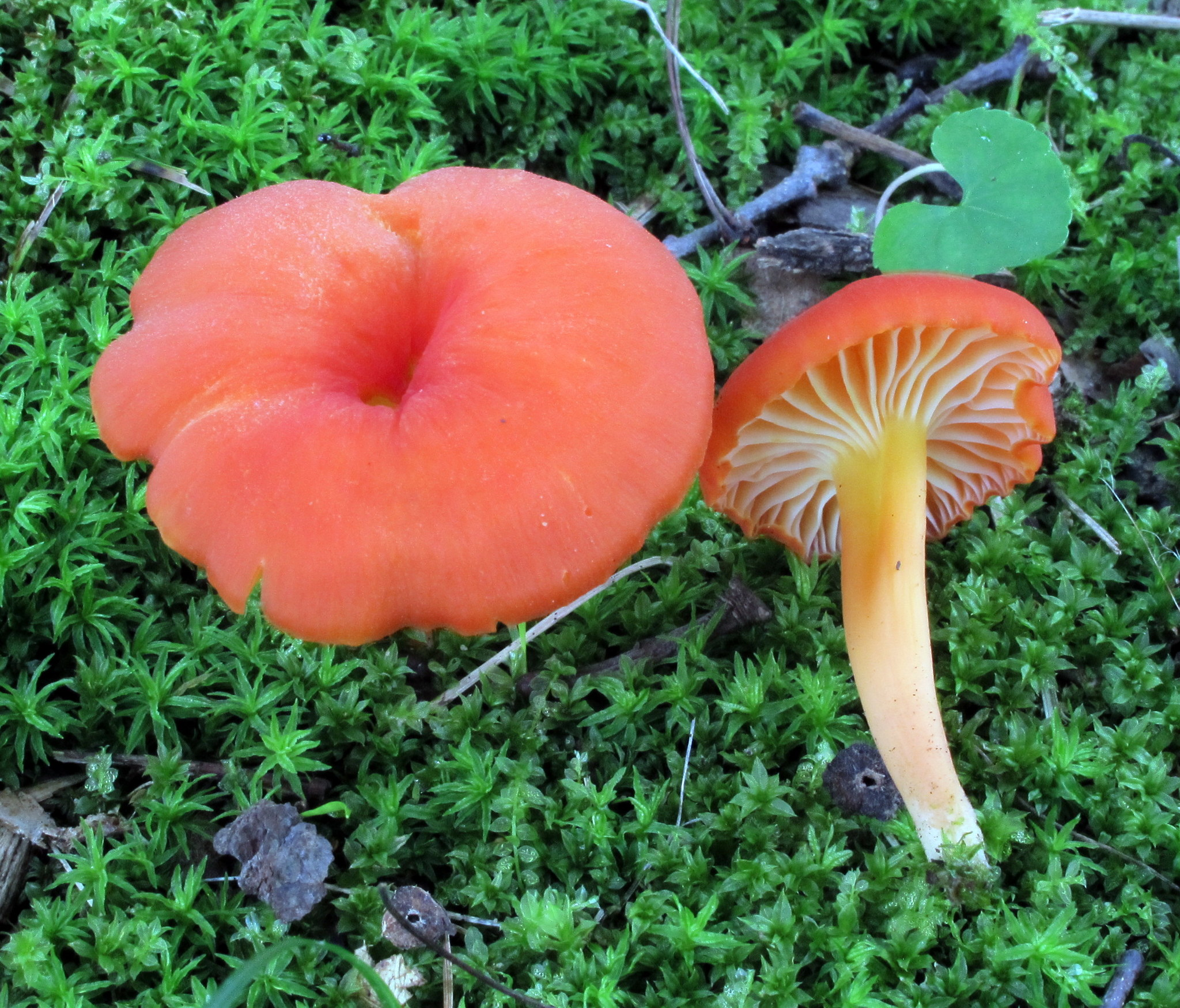
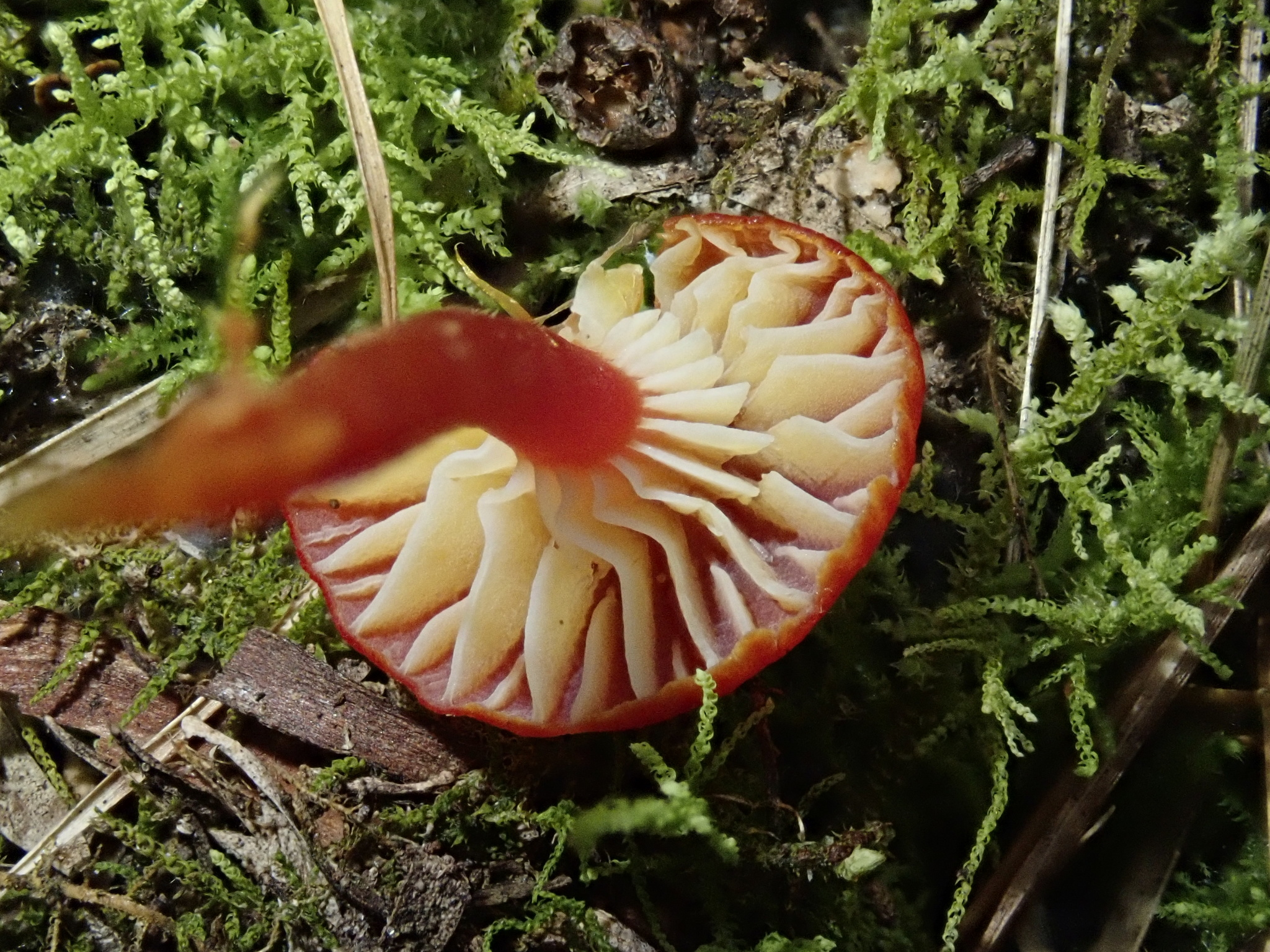
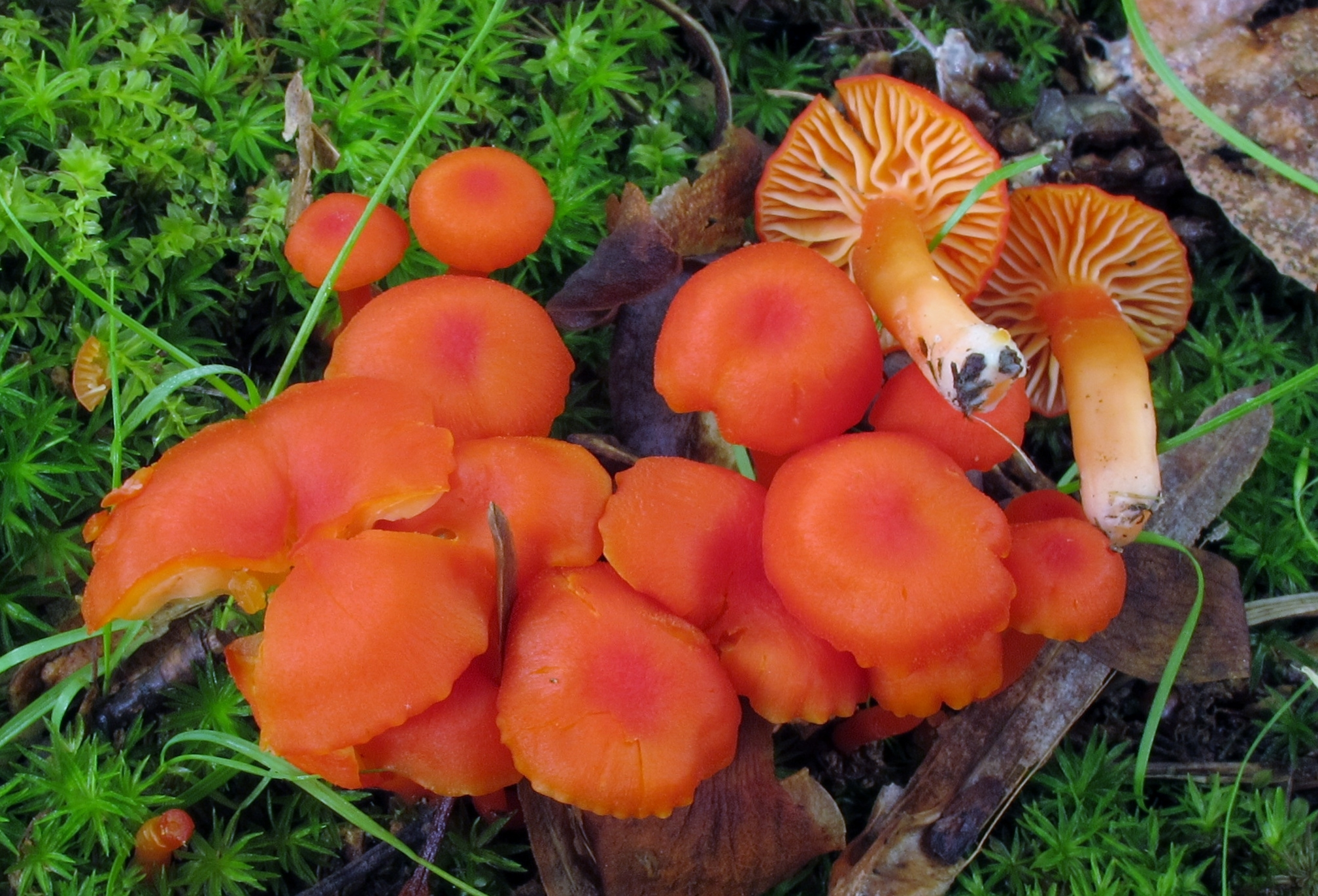
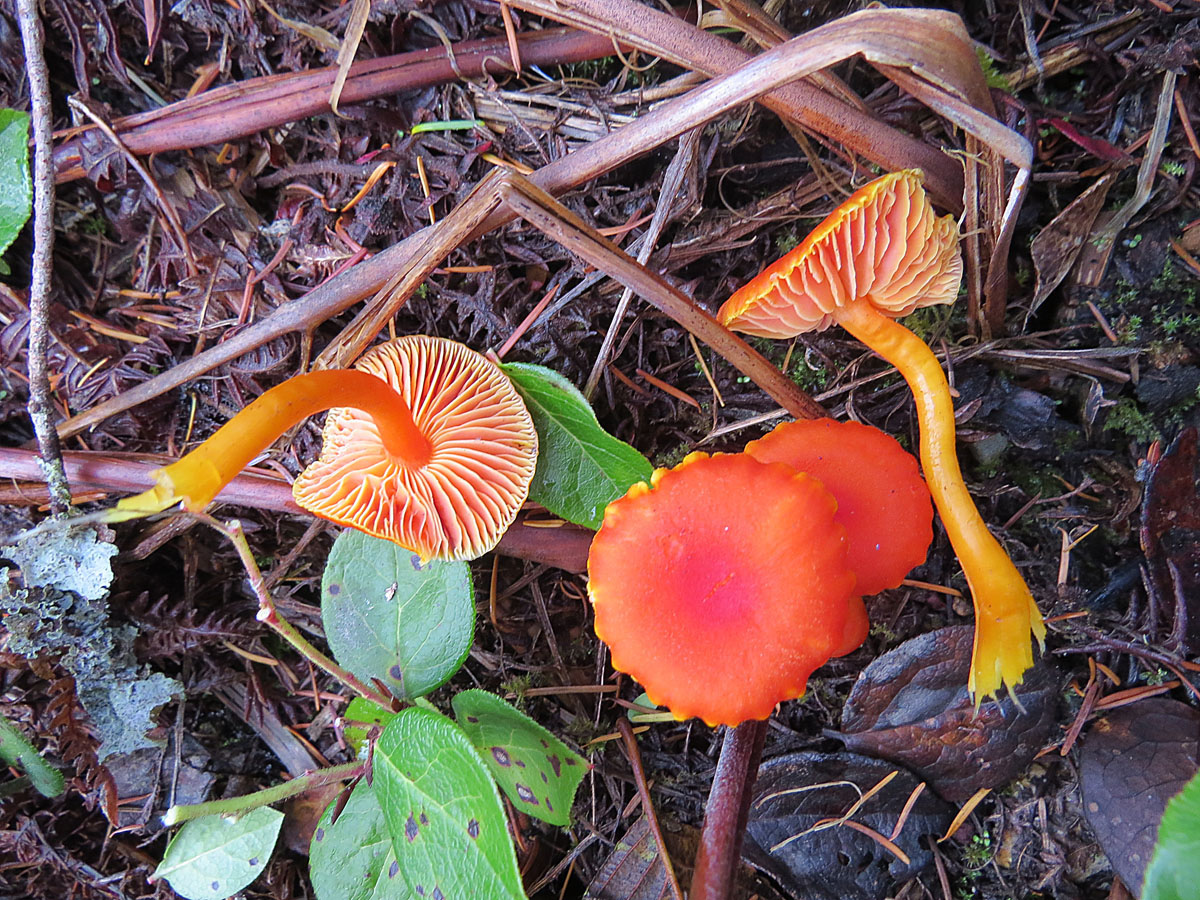

## Možnost záměny
- Voskovka vápnomilná (Hygrocybe calciphila)
- Voskovka šarlatová (Hygrocybe coccinea)